# Pollenia shaanxiensis
Pollenia shaanxiensis är en tvåvingeart som beskrevs av Fan, Gan, Fang, Zheng, Chen och Tao 1997. Pollenia shaanxiensis ingår i släktet vindsflugor, och familjen spyflugor.
Artens utbredningsområde är Shaanxi (Kina). Inga underarter finns listade i Catalogue of Life.